# Dira jansei
Dira jansei är en fjärilsart som beskrevs av Swierstra 1909. Dira jansei ingår i släktet Dira och familjen praktfjärilar. Inga underarter finns listade i Catalogue of Life.